# إطلاق النار على جاكوب بليك
جاكوب بليك من مواليد 30 أبريل 1991 «29 عام» مواطن أمريكي من أصل أفريقي أطلق عليه النار في الظهر عدة مرات من مسافة قريبة من قبل الشرطة في 23 أغسطس 2020 في مدينة كينوشا، ويسكونسن في الولايات المتحدة الأمريكية.
اندلعت الاحتجاجات في مقاطعة كينوشا في ولاية وسكنسون الأمريكية بعد الحادثة. وأعلن رسميًا فرض حظر التجول في المدينة. وبحسب مصدر لوكالة رويترز أنه يجري نشر حوالي 200 من أفراد الحرس الوطني في كينوشا لمواجهة المظاهرات.
وفتحت السلطات في ولاية ويسكنسن الأميركية تحقيقا وأوقفت شرطيان عن العمل بعد الحادثة. ولم تكشف السلطات القضائية في الولاية، التي تحقق في الحادث عن أي تفاصيل عن الضباط المتورطين.

## الحادث
وقع حادث إطلاق النار في الساعة 5:00 من مساء يوم الأحد (23 أغسطس 2020) بحسب التوقيت المحلي. حيث أطلقت الشرطة النار على جاكوب بليك في ظهره عدة مرات أمام أبنائه الثلاثة. وأظهر مقطع مصور على مواقع التواصل الاجتماعي بليك وهو يسير باتجاه جانب السائق في سيارة دفع رباعي رمادية اللون يتبعه رجلا شرطة يصوبان سلاحيهما إلى ظهره. وأمكن سماع دوي أصوات سبعة أعيرة نارية أثناء فتح بليك باب السيارة. ونُقل بليك إلى المستشفى بعد إطلاق النار.
بعد الحادث قال والد بليك لشبكة إن.بي.سي نيوز يوم الاثنين (24 أغسطس 2020) إن ابنه أجريت له جراحة وحالته مستقرة.

## ردود الأفعال
- صرح توني إيفرز حاكم ولاية ويسكونسن: «في الوقت الذي لانملك فيه كل التفاصيل لسنا متأكدين من شيء سوى أنه ليس المواطن الأسود الأول الذي يتعرض لإطلاق النار والإصابة أو القتل دون رحمة من قبل رجال حماية الأمن وإنفاذ القانون سواء في ولايتنا أو الولايات المتحدة ككل»[7]
- جو بايدن «هذا الصباح تستيقظ الأمة مرة أخرى في حزن شديد وغضب بسبب استخدام القوة المفرطة ضد ضحية أخرى، مواطن أمريكي أسود". "يجب محاكمة الضباط المسؤولين".»[7]

## طالع أيضًا
- مقتل جورج فلويد
- حقوق الإنسان في الولايات المتحدة
- قتل والتر سكوت من قبل ضابط شرطة نورث تشارلستون في عام 2015
- إطلاق النار على جاستين داموند من قبل ضابط شرطة مينيابوليس في 2017
- قانون الانتفاضة 1807
- حياة السود مهمة